# Villa Raab

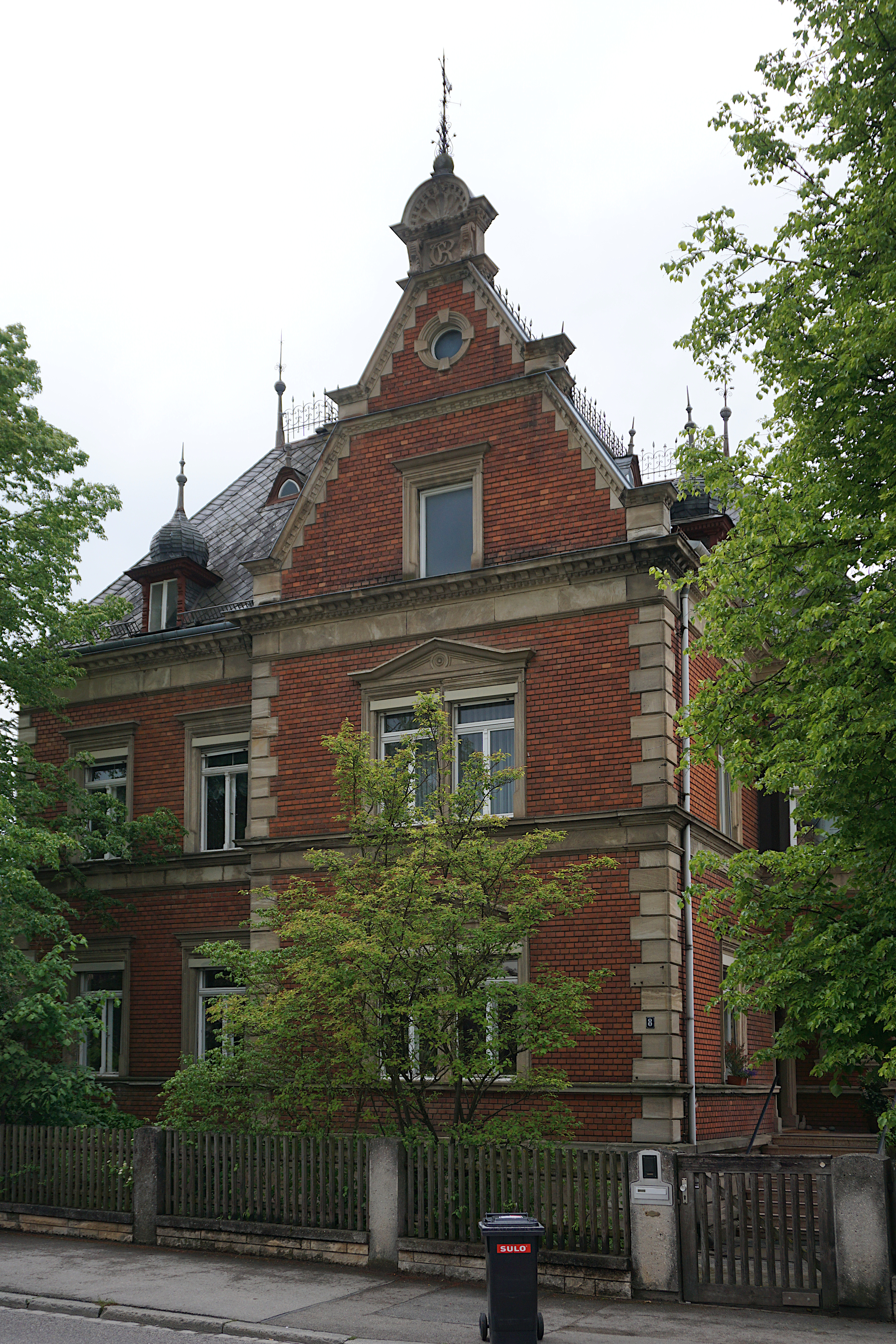
Die Villa im Mai 2020

Das Gebäude Villa Raab ist eine Villa und Wohngebäude in Weißenburg in Bayern, einer Großen Kreisstadt im mittelfränkischen Landkreis Weißenburg-Gunzenhausen. Das Gebäude ist unter der Denkmalnummer D-5-77-177-125 als Baudenkmal in die Bayerische Denkmalliste eingetragen. Die postalische Adresse lautet Eichstätter Straße 8.
Das Gebäude befindet sich auf einer Höhe von 430 Metern über NHN am östlichen Rand der denkmalgeschützten Altstadt Weißenburgs. In der Nachbarschaft befinden sich die Villa Pflaumer, die Stichvilla und die Villa Eichstätter Straße 10.
Das Gebäude wurde 1891 von K. Schultheiss errichtet. Das Bauwerk entstand wie zahlreiche andere Villen im Weißenburger Stadtgebiet, als im Zuge der Industrialisierung reichere Familien am Rande der Altstadt Villen errichteten. Der zweigeschossige Walmdachbau besitzt ein Zwerchhaus und Ziergiebel. Das Gebäude ist ein ziegelsichtiger Bau mit Natursteingliederungen.